# Casino Recreatiu i Instructiu d'Amposta
El Casino Recreatiu i Instructiu d'Amposta és un edifici del municipi d'Amposta (Montsià) protegida com a bé cultural d'interès local.
L'entitat fou fundada el 15 de maig del 1871, i des del 1908 es troba en aquest edifici, la seva seu actual. És l'entitat més antiga d'Amposta i de les Terres de l'Ebre. El 2023 va rebre la Creu de Sant Jordi.

## Descripció
Es tracta d'un edifici civil de planta quadrangular irregular. Està situat a la vora del canal de la dreta de l'Ebre que travessa la població. Té planta baixa i un pis (amb un pis més a l'interior), coberta plana al cos principal i teulada a dues aigües al posterior. La façana principal i la lateral esquerra queden a la vista. La principal presenta una distribució simètrica d'acord amb un eix central de simetria, amb els elements ordenats segons tres seccions verticals, així a la central hi ha la gran porta-finestral amb arc rebaixat a la planta baixa, flanquejada per dues petites portes-finestres, i a la planta alta un balcó amb gran porta d'arc rebaixat també amb un senzill entramat de fusta fet de línies rectes i corbes. A les dues seccions laterals hi ha quatre portes finestrals a la planta baixa i dos balcons amb dues portes a cada un, amb una notable mènsula de motius florals i vegetals de grans dimensions. La façana lateral esquerra és de gran sobrietat, així, mentre la part corresponent al cos de davant és arrebossada, la posterior presenta l'obra vista: mur de maó i paredat irregular.
A l'interior destaca el gran saló de la planta baixa, amb notable enrajolat tant a terra com al primer metro i mig de paret, així com la galeria volada superior amb barana de ferro estilitzat, o el sostre ornamentat.